# 三條圳 (員林市)
三條圳，是臺灣彰化縣員林市的一個傳統地域名稱，位於該市中部偏西北。相較於今日行政區，其範圍大致包括三條里、忠孝里、仁愛里、三和里、三橋里、三愛里、三多里、三信里、仁美里北部西側一小部分。

## 歷史
台灣清治末期至日治初期，三條圳地區為一街庄，稱為「三條圳庄」，隸屬於燕霧下堡。該庄北與蓮花池庄為鄰，東與東山庄、三塊厝庄為鄰，東南邊一小段與番仔崙庄為鄰，南邊為萬年庄，西南邊為員林街，西邊為南平庄。
1901年（日治明治三十四年）11月，全台廢縣廳改設二十廳，該庄隸屬於彰化廳。1903年（明治三十六年）6月，該庄編入「員林區」，隸屬於彰化廳。1909年（明治四十二年）10月，合併二十廳為十二廳，員林區改隸屬於臺中廳。1920年（大正九年），該庄改制為「三條圳」大字，隸屬於臺中州員林郡員林街，大字下有「三條圳」、「十七分」小字名。
戰後員林街改制為員林鎮，隸屬於臺中縣，大字亦改制為里。1950年10月，中、彰、投分治，員林鎮改隸屬彰化縣。2015年8月，員林鎮因人口數超過新的標準而升格為員林市。

## 聚落
本地區發展較早的聚落有三條厝、十七份，在日治期初期的官方地圖上已有記載。此外，本地區尚有水尾、六甲湖、大路角等聚落。

## 交通
台鐵縱貫線是台灣西部南北鐵路幹線，大致以北微西—南微東走向轉縱向經過三條圳地區西部邊界外不遠處，並設有員林車站。該站屬一等站，停靠部分普悠瑪號、太魯閣號，絕大部分自強號及其餘全部列車。由此等車站可前往台鐵沿線各站。
省道台1線（中山路二段～一段）又稱「縱貫公路」，是台北至屏東楓港的傳統平面幹道，大致以北向南轉東北—西南走向經過本地區西北端。由該道路向北可前往大村、花壇、彰化、烏日等地，向西南轉南可前往員林市區、埔心、永靖、田尾等地。
縣道141號（中山路二段）是員林至林內的道路，其北側端點位於本地區西北部的省道台1線路口。由此向南經鄉道彰76線路口出境後，可前往社頭、田中、二水、林內等地。
縣道148號（員東路二段）是王功至草屯的道路，大致以西微南—東微北走向轉西南—東北走向再轉西微南—東微北走向經過本地區南部。由該道路向西微南可前往員林市區、埔心、溪湖、芳苑等地，向東微北可前往芬園南部、草屯等地。
鄉道彰76線（萬年路三段、浮圳路二段）是源潭至中東的道路，大致以南向北與縣道141號共線到達本地區西北部凸出部分的西南端邊界地帶，轉東南東獨行一小段（該段路為逆樁單行道，順樁須繞路而行）後，再轉東北東沿浮圳路二段而行，經一小段境內後沿本地區西北部凸出部分的南側邊界，其後因邊界線轉向南而再度入境，續行經員林大道後轉東出境。由該道路向南與縣道141號共線轉南南西獨行後，再轉西可經員林市中心西北角前往南平南部偏西並止於鄉道彰55線路口；向東微北轉東北東可前往東山中部偏南並止於縣道137號路口。
鄉道彰78線（員水路二段）是員林至樟普寮的道路，大致以西北西—東南東走向蜿蜒經過本地區南部邊界地帶。由該道路向西北西可前往員林市中心東南側並止於縣道148號路口，向東南東可前往番子崙、湖水坑並止於彰化縣、南投縣邊界處。
鄉道彰78-2線（員水路110巷、浮圳南巷、山腳路三段81巷）是萬年至三塊厝的道路，其西側端點位於本地區南部邊界東側的鄉道彰78線路口。由此向東北東至員林大道路口被中央分隔島阻斷，須繞道後續向東北東行，經石筍埤圳橋後轉東出境後，轉北北東再轉東北東可前往三塊厝中部偏西南並止於縣道137號路口。

## 學校
- 大同國中
- 僑信國小
- 員林國小

## 產業
- 中山工業區